# 达斡尔民族乡
达斡尔民族乡是中华人民共和国内蒙古自治区呼伦贝尔市扎兰屯市下辖的一个民族乡。

## 行政区划
达斡尔民族乡下辖以下村级行政区划单位：
九村、满都村、巴图村、中心村、白音村和海力堤村。